# London Studio
London Studio è stata un'azienda britannica produttrice di videogiochi. La società è stata fondata nel 2002 dalla SCEE come studio di produzione interno della società, in seguito alla fusione di SCE Soho Studio (i creatori di The Getaway) e Psygnosis Camden Studio. Lo studio ha la sua sede a Londra nel quartiere Soho e con 300 dipendenti è il più grande studio della società. L'azienda opera come parte di PlayStation Studios dal 2005.
Il 9 marzo 2011, Sony dichiara che alcuni progetti segreti in fase di sviluppo presso i London Studio, Studio Liverpool e Evolution Studios sono stati sospesi o annullati in via definitiva. Tuttavia, la società non ha rilevato l'identità di tali progetti.
Il 27 febbraio 2024, Sony annuncia una riduzione del personale, di conseguenza vengono licenziati 900 dipendenti (circa l'8% del totale dei PlayStation Studios) e viene annunciata la proposta di chiusura di London Studio.
Il 22 maggio 2024 tramite un post su X il team ha annunciato la chiusura dello studio

## Videogiochi

### PlayStation
- NBA Shootout '96
- Spice World
- Blast Radius
- NBA Shootout '97
- Team Buddies
- Porsche Challenge
- Turbo Prop Racing
- This Is Football
- Kingsley's Adventure
- This Is Football 2

### PlayStation 2
- Dropship: United Peace Force
- Hardware: Online Arena
- The Getaway: Black Monday
- Serie EyeToy:
- EyeToy: Chat
- EyeToy: Groove
- EyeToy: Kinetic
- EyeToy: Kinetic Combat
- EyeToy: Play
- EyeToy: Play 2
- EyeToy: Play 3
- Eyetoy: Play Sports
- EyeToy: Operation Spy
- Serie SingStar:
- SingStar
- SingStar Party
- SingStar Pop
- SingStar '80s
- SingStar Rocks!
- SingStar Anthems
- SingStar Legends
- SingStar Pop Hits
- SingStar 90s
- SingStar Amped
- SingStar Rock Ballads
- SingStar R&B
- SingStar Summer Party
- SingStar ABBA
- SingStar Queen
- SingStar Latino
- SingStar: Made In Germany
- SingStar Motown
- Singstar: Queen
- Singstar Take That
- SingStar Vasco Rossi
- Serie This Is Football:
- This Is Football 2002
- This Is Football 2003
- This Is Football 2004
- This Is Football 2005

### PSP
- Beats
- EyePet PSP
- Gangs of London
- Fired Up
- World Tour Soccer
- World Tour Soccer 2

### PlayStation 3
- PlayStation Move (Accessorio per PS3)
- Wonderbook (Accessorio)
- PlayStation Home
- Serie SingStar:
- SingStar
- SingStar Vol. 2
- SingStar Vol. 3 Party Edition
- SingStar ABBA
- SingStar Dance
- SingStar Guitar
- SingStar K3
- SingStar Latino
- SingStar: Made In Germany
- SingStar Mallorca Party
- SingStar Motown
- SingStar Pop Edition
- Singstar: Queen
- SingStar Studio
- SingStar Take That
- SingStar Vasco Rossi
- SingStar: Ultimate Party
- Serie Dancestar
- DanceStar Party per PS3
- DanceStar per PS3

### PlayStation 4
- Serie SingStar:
- SingStar: Ultimate Party
- SingStar Celebration

## PlayStation VR
- PlayStation VR Worlds
- Blood & Truth

## Videogiochi sospesi
- Eight Days per PS3[4]
- The Getaway 3 per PS3[5]